# Minas Tênis Clube
O Minas Tênis Clube é uma agremiação desportiva e social com sede em Belo Horizonte, Minas Gerais. Seu patrimônio é formado por duas unidades urbanas, o Minas I e Minas II, e duas unidade campestres, o Minas Country Clube e o Minas Tênis Náutico Clube. Somadas as áreas das quatro unidades totalizam cerca de 471 mil m². Também possui ginásio poliesportivo próprio, a Arena Minas Tênis Clube.
Em 2019, possui mais de 81 mil associados.
O clube é conhecido por suas equipes profissionais em diversas modalidades de esportes olímpicos.
O Minas também mantém diversas equipes de base, e é um dos mais importantes centros formadores do esporte brasileiro.
Em 2019, o clube conta com aproximadamente 1000 atletas, sendo 900 em formação.

## História

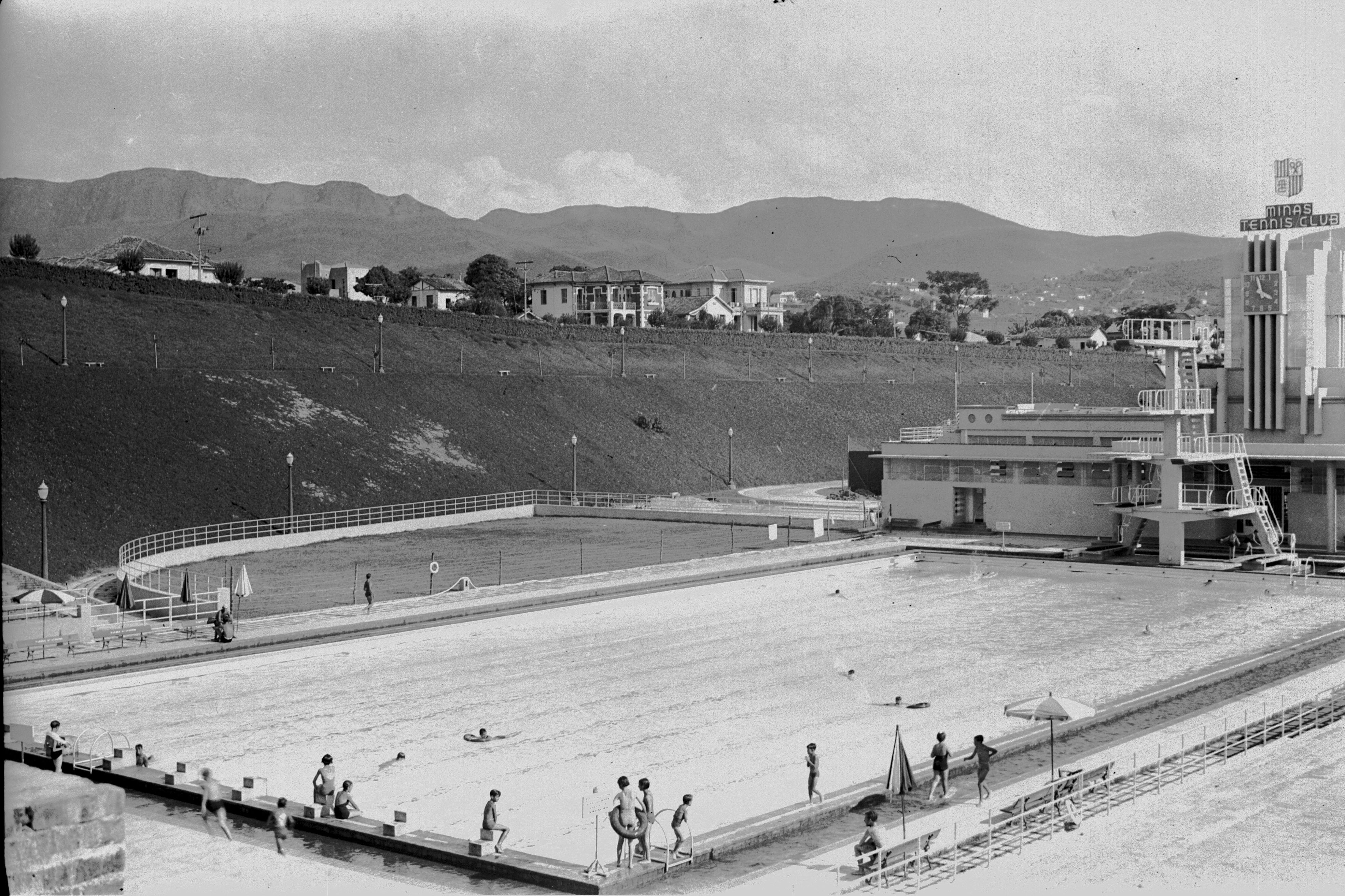
O clube em 1938.

A área hoje ocupada pelo Minas I fora destinada na planta de Belo Horizonte (de 1897) para a criação de um zoológico. Mas no começo dos anos 1930 o crescimento urbano cercou o terreno com áreas residencias. Também o terreno era próximo ao Palácio da Liberdade, sede do governo estadual. Logo, a construção de um zoológico no local gerava preocupações ambientais e sanitárias nos moradores na administração pública. O então prefeito de Belo Horizonte, Otacílio Negrão de Lima, preocupado com a questão urbanística, e também com a falta de opções de lazer, demonstrava interesse em substituir o plano de um zoológico por um centro esportivo.
Na mesma época, um grupo da alta sociedade mineiras planejava criar um clube para promover a prática esportiva na cidade. Necésio Tavares foi o líder do grupo. Ele havia fundado um clube de voleibol com seu nome, e começou um movimento de captação de apoio e recursos pra fundar um clube esportivo de maiores proporções. Waldomiro Salles Pereira, então um jovem tenista de apenas 23 anos, planejava fundar um clube para a prática do tênis. Ao saber dos planos de Necésio, Waldomiro resolveu procurá-lo para propor-lhe que unissem forças e construíssem um único clube. Juntos, eles desenvolveram o projeto do que chamaria Serra Tênis Clube.
O grupou procurou Otacílio Negrão de Lima, e pediu ao prefeito que o local fosse cedido para a fundação do novo clube. Ele concordou, com as condições de que o nome fosse Minas Tênis Clube e que o primeiro presidente fosse escolhido pelo então governador Benedito Valadares. Com todos os interesses aliados, a ata de fundação do Minas Tênis Clube foi assinatura em 15 dia de Novembro de 1935 em reunião no Automóvel Clube de Minas Gerais. Necésio Tavares foi apontado como o primeiro presidente da instituição, sendo também seu sócio fundador número 1.

## Sedes sociais

### Minas I

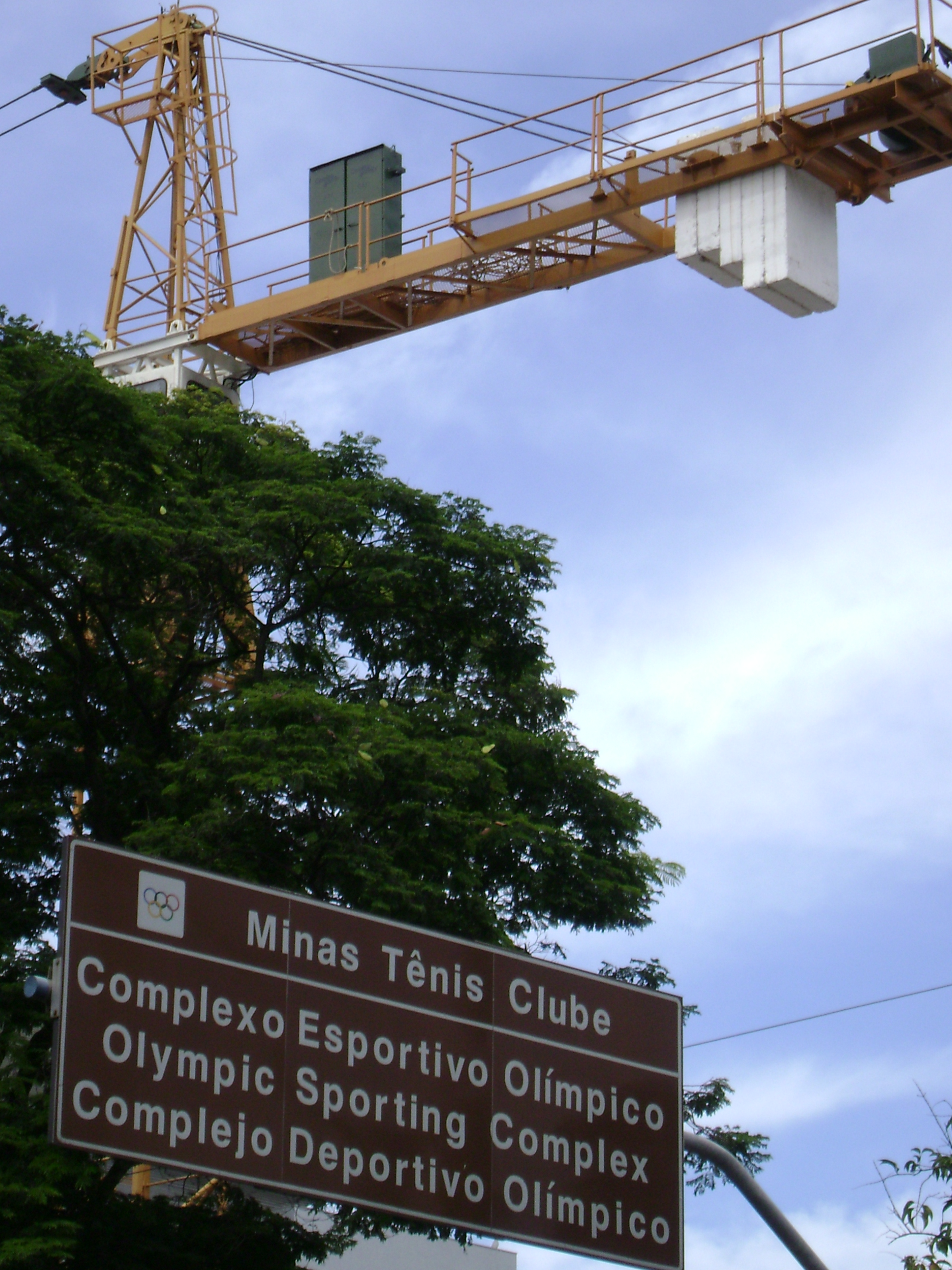
Placa na Rua da Bahia indicativa do clube, que estava em obras de reforma no momento da foto, no início de 2010.

O complexo do Minas I ocupa um terreno com área superior a 31 mil m² (com área construída de 71 mil m²) no bairro de Lourdes, e ocupa o quarteirão inteiro delimitado pelas ruas da Bahia, Antônio Aleixo, Espírito Santo e Antônio de Albuquerque. Fazem parte do complexo a Arena Juscelino Kubitschek, o Parque Aquático, a Sede Social e a Praça de Esportes.
A construção da Praça de Esportes foi iniciada em 1935. O projeto do engenheiro civil Romeo de Paoli, em parceria com a firma de Alfredo Carneiro Santiago, continha o playground, a piscina, o trampolim e o Prédio do Relógio. A Praça foi inaugurada em 27 de novembro de 1937, ficou famosa por, além de abrigar a primeira piscina olímpica de Belo Horizonte, ser um espaço reservado para que a população da capital pudesse desenvolver a cultura física tão decantada pela ideologia da época.
Em 1940 foi inaugurada a Sede Social. A obra seguia a tendência das obras arquitetônicas públicas da Belo Horizonte de então. A arquitetura marcou profundamente o perfil da jovem cidade que crescia de modo acelerado e se integrava ao Brasil urbano.
Com sua localização privilegiada, cercado de novos e populosos bairros que surgiam em ritmo frenético e frequentado por famílias que passavam aos filhos a paixão pelo Clube, o Minas não demorou a se ver diante da necessidade de reformas físicas.
Já na década de 70, intervenções inadiáveis foram feitas nas edificações do Clube, como por exemplo, aquecimento da piscina, construção de nova lanchonete, vestiários, centro médico e ginásio de judô. Era preciso mais. Uma comissão foi instituída pelas instâncias superiores do Minas para estudar e propor a modernização das instalações e uma adequação aos novos tempos e demandas. Em 1987, uma grande reforma foi proposta, visando, em especial, tornar o parque aquático apto a sediar competições oficiais.
Em dezembro de 1991 as obras foram concluídas e inaugurava-se o novo "Parque Aquático Abdalla Fábio Couri", que trazia em seu nome uma homenagem póstuma àquele que havia presidido a Comissão de Obras do Clube.

### Minas II
A Unidade II ocupa um quarteirão no bairro Serra, e é delimitado pelas ruas Trifana, Oriente, Ivaí e Avenida Bandeirantes. A área total terreno é superior a 34 mil m².
Em abril de 1982 foi lançada a pedra fundamental do que seria a tão esperada ampliação do Minas Tênis Clube. O projeto foi do arquiteto Fernando Graça, vencedor da seleção denominada "Estudo Preliminar de Arquitetura do Minas II". O conjunto esportivo foi inaugurado em dezembro de 1984. Logo depois, em março de 1985 e sem interrupção das atividades esportivas no novo complexo, foram iniciadas as obras de construção da Sede Social, que iniciou suas atividades em outubro de 1986.

### Minas Tênis Country Clube
Em 2000, o Minas Tênis Country Clube nasceu da incorporação, pelo Minas, do Country Club de Belo Horizonte, fundado em 1933, por Alcindo Vieira. A atual sede da Unidade tem projeto de Raphael Hardy Filho, começou a ser construída em 1954 e foi inaugurada em 6 de junho de 1958.
Com 285.750 m², a Unidade é o espaço ideal para passar o dia com a família e os amigos. São 19 churrasqueiras à disposição do minastenista que podem ser usadas e escolhidas pelo sócio à medida que chegam ao Clube. A única atenção que ele deve ter é preservar a natureza que cerca cada uma das áreas com o equipamento.
A localização do Minas Country é seu grande diferencial. A apenas 6 km da Savassi, a Unidade tem cerca de 148 mil m² de mata nativa. Nela, duas trilhas - uma com 1,4 km de extensão e outra com 2,2 km - prometem uma experiência inesquecível ao associado.

### Minas Tênis Náutico Clube
Idealizado em 1995 através de uma parceria com a Lisa - Lagoa dos Ingleses Urbanismo, o Minas Tênis Náutico Clube oferece uma completa infraestrutura para recreação. O Náutico possui estatuto e normas próprios. Cotistas do Minas Tênis Clube podem associar-se mediante assinatura de termo de adesão, além de pagar uma mensalidade à parte.
A construção da primeira etapa do Clube, com 29.346 m² de área, teve início em 1998 e foi concluída em março de 2000. A área total do Minas Náutico é de 117.000 m², e as próximas três etapas do projeto serão executadas conforme a demanda dos sócios.

## Basquetebol
O basquete foi um dos primeiros esportes a se organizar e ter bons resultados no Minas e destaca-se por participações constantes nos principais campeonatos, com equipes de alto nível. O Minas, também tem um histórico de revelação de atletas que chegaram à NBA, como por exemplo Cristiano Felício e Raulzinho. O Minas já foi o clube de jogadores importantes no basquete brasileiro, como Moisés Blás, medalhista com a Seleção Brasileira nos Jogos de Roma, em 1960, Alex Garcia, Leandro Barbosa, Demétrius Ferracciú, Carioquinha e Nilo Guimarães. 
As principais conquistas do clube na modalidade são: o Campeonato Sul-Americano de Clubes Campeões de 2007, a Copa Super 8 de 2021–22, além de 20 Campeonato Mineiros.

## Futsal
Possui uma equipe de futsal que é uma das mais tradicionais do Brasil, tendo disputado a Liga Futsal desde sua fundação. Atualmente joga com o nome-fantasia de Tambasa/Minas.

### História
O Minas Tênis Clube se ingressou no futebol de salão logo no surgimento da modalidade no Brasil, em meados da década de 50. Logo após se ingressar na modalidade, a equipe ficou inativa no esporte até a década de 80, quando a equipe voltou com força total.

A equipe é a única a participar de todas as edições da Liga Futsal, competição realizada desde 1996.

### Uniformes
- Uniformes dos jogadores
  - Primeiro uniforme: Camisa branca, calção branco e meias brancas;
  - Segundo uniforme: Camisa azul, calção azul e meias azuis.

| Primeiro | Segundo |  |

- Uniformes dos goleiros
  - Primeiro uniforme: Camisa preta, calção preto e meias brancas;
  - Segundo uniforme: Camisa amarela, calção preto e meias pretas.

| 1º de goleiro | 2º de goleiro |  |

## Judô
Implantado em 1948, o judô do Minas originou-se do Departamento de Defesa Pessoal, criado um ano antes, por iniciativa do professor Albano Augusto Pinto Corrêa Filho, precursor da modalidade em Minas Gerais.
Os minastenistas tem bom histórico em competições internacionais. Dentre as conquistas mais significativas dos judocas do Minas estão a medalha de prata da meio-leve Érika Miranda, e a de bronze do meio-pesado Luciano Corrêa nos Jogos Pan-Americanos do Rio, e medalha de bronze da leve Ketleyn Quadros nos Jogos Olímpicos de Pequim em 2008.

## Ginástica Artística
A ginástica artística do Minas tem raízes no começo da história do Clube, nos anos 40, quando era praticada de forma lúdica, no gramado, sob o comando do professor Antônio Mendes Macedo. Em 1977, tornou-se uma modalidade competitiva, através do esforço do professor Mário Pardini. Desde então, tem participação efetiva na formação das crianças e dos jovens associados, revelando atletas de nível nacional.

## Ginástica de Trampolim
Em 1999, foi implantada no Clube a prática do trampolim acrobático, popularmente conhecido como cama elástica. A modalidade passou a ser internacionalmente considerada competitiva em 1998 e fez sua estreia olímpica nos Jogos de Sydney, em 2000.
A equipe Minastenista de Ginástica de Trampolim, foi implantada no clube pelo Coordenador da Ginástica Professor Eduardo Moreira da Silva e pelos Professores Klayler Mourthé e Katya Mourthé, já em 2001, o Minas Tênis Clube sagrou-se Campeão Brasileiro e ganhador do Troféu Eficiência na modalidade feminina, feito que repetiu-se até o ano de 2009. Os irmãos Mourthé, eneacampeões brasileiros, ainda colocaram o Trampolim Minastenista no cenário internacional, conquistando em 2003, no Duplo Mini Trampolim os títulos de Vice Campeões Mundiais na categoria infantil com a ginasta Ingrid Silva Alves e ainda, no mesmo ano, o terceiro e quarto lugares na categoria infanto-juvenil com as ginastas Renata Pinto França Teles e Bárbara Martins Silva, respectivamente, e em 2005 Campeões Mundiais na categoria adulta com a ginasta Samantha Zeferino de Oliveira, título inédito na ginástica de trampolim feminina do Brasil. Em 2007, a ginasta Samantha, após um ano afastada dos treinamentos devido a uma cirurgia cardíaca, sagrou-se finalista no Campeonato Mundial da categoria elite, recebendo assim, a condecoração de ginasta de classe mundial, sendo novamente pioneira na modalidade feminina. Em 2009, fechando a primeira década de vida do trampolim, o vitorioso Minas Tênis Clube e os Irmãos Mourthé classificam novamente seus campeões para o Campeonato Mundial.

## Natação
O time de natação do clube é um dos mais vitoriosos da natação no Brasil, sendo campeão dos dois principais torneios do país, os troféus Maria Lenk e José Finkel, por 9 e 11 ocasiões, respectivamente.
Atualmente o time compete com o nome Fiat/Minas, repetindo o mesmo nome e patrocínio do time de voleibol masculino do clube no fim da década de 1980.
Dentro os nadadores renomados que competem pela equipe, estão Kaio Márcio de Almeida

e Thiago Pereira.
Outros nadadores famosos que já competiram pelo Minas são Joanna Maranhão, Marcus Mattioli, Rogério Romero, e o campeão olímpico César Cielo.

### História
A natação é praticada no Minas desde sua fundação.
Em 2014 a equipe terminou o Troféu Maria Lenk em 2nd, com 1990,5 pontos.

O destaque da equipe foi a vitória de César Cielo nos 100m livre, em 48.13. Nicolas Oliveira foi o quarto (49.12) e Marco Antonio Macedo foi o oitavo (50:25).
O Minas venceu o Troféu José Finke com 2945 pontos, e 19 ouros, 13 pratas e 11 bronzes (total: 44).
 Foi a quarta vitória do Minas em sequência. O destaque foi a vitória de Miguel Valente nos 800m livre em 7'44.84, fazendo o melhor tempo do mundo em 2014 até então.
Em abril de 2015, o Minas iniciou o troféu Maria Lenk como favorito, dado a quantidade de estrelas no elenco. A equipe liderou a competição até o último dia, quando foi ultrapassada pelo Pinheiros pela pequena diferença de 5 pontos.

O Minas terminou a competição em segundo lugar, com 2.133 pontos.]
Um dos destaques do clube no torneiro foi o outro de Thiago Pereira nos 400m medley, com 4'13.94.
 O resultado o qualificou para o Campeonato Mundial da FINA, em Kazan.
Em agosto de 2015 o Minas conquistou o quinto título em sequência do Troféu José Finkel, num total de 11 conquistas.

### Títulos
- Troféu Maria Lenk (Campeonato Brasileiro de Verão): 1988, 1990, 1992, 1994, 1994', 1996, 1997, 2011, 2013 (9)
- Troféu José Finkel (Campeonato Brasileiro de Inverno): 1988, 1991, 1993, 1994, 1996, 1998, 2011, 2012, 2013, 2014, 2015, 2019 (12)

## Tênis
Esporte em voga nas décadas de 30 e 40, o tênis foi trazido ao Minas por Waldomiro Salles Pereira que contou com a grande ajuda do professor Augusto Gagetti, por volta de 1936, quando o Clube ainda iniciava a sua vida esportiva.
Hoje, o Minas conta com uma equipe de aproximadamente 64 atletas, que disputam competições oficiais, nacionais e internacionais. Esta equipe é comandada por técnicos de renome internacional tais como: Roberto Carvalhais e Henrique Quintino.

## Voleibol feminino
A equipe feminina de voleibol do Minas é uma das tradicionais do país, já tendo conquistando diversos títulos nacionais e internacionais. A partir da temporada 2022/2023, por uma questão de patrocínio, a equipe passou a se chamar Gerdau/Minas.

## Voleibol masculino

### História
O vôlei é praticando no clube desde 1937
Durante os anos 80, o Minas foi patrocinado pela montadora Fiat, e jogou com o nome Fiat/Minas. Nesta época o clube conquistou dois campeonatos sul-americanos, três campeonatos nacionais, e um vice-campeonato da Liga Nacional.
Desde os anos 1990 o Minas é patrocinado pela operadora Telemig Celular. Após sua aquisição pelo Vivo o patrocínio prossegue com o nome-fantasia Vivo-Minas. Nesta época o Minas obteve quatro títulos da Superliga nacional, além de outros quatro vice-campeonatos, e consagrou-se como a equipe mais vitoriosa do voleibol masculino brasileiro.

### Uniformes
| Primeiro | Segundo |

### Títulos
O Minas é o recordista em conquistas nacionais com 9 títulos no total.
|              | Competição               | Títulos      | Temporadas |
| Continentais | Continentais             | Continentais | Continentais |
| ------------ | ------------------------ | ------------ | --- |
|              | Campeonato Sul-Americano | 3            | 1984, 1985, 1999 |
| Nacionais    |                          |              | |
| Brasil       | Superliga                | 4            | 1999-00, 2000-01, 2001-02, 2006-07                                                                                     |
| Brasil       | Campeonato Brasileiro    | 3            | 1984, 1985, 1986 |
| Brasil       | Copa Brasil              | 2            | 2022, 2025 |
| Brasil       | Taça Brasil              | 2            | 1963, 1964 |
| Estaduais    |                          |              | |
| Minas Gerais | Campeonato Mineiro       | 20           | 1970, 1971, 1972, 1973, 1976, 1977, 1978, 1979, 1984, 1985, 1998, 1999, 2000, 2001, 2002, 2003, 2004, 2005, 2006, 2007 |
| São Paulo    | Campeonato Paulista      | 2            | 2005, 2006 |